# 신경과

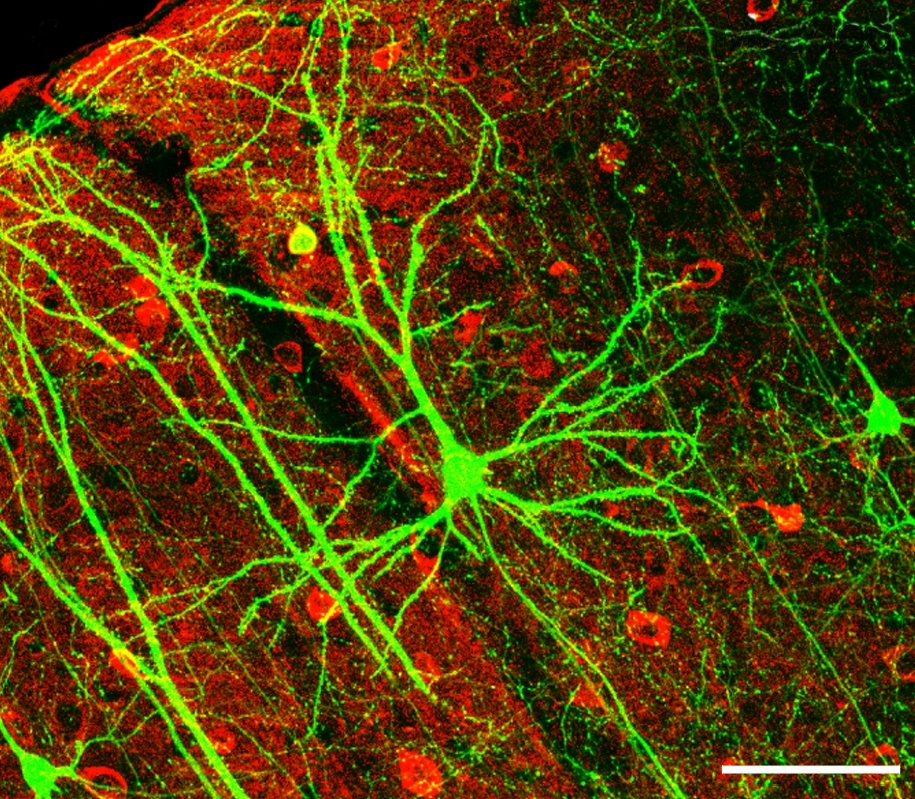
뉴런

신경과(神經科, 영어: neurology)는 뇌나 신경계를 취급하는 내과학의 한 분야이다. 신경내과학이라고도 부른다. 내과학과 정신의학의 양면으로부터 발전해, 동영역을 외과 분야에서는 신경외과로 취급해, 소아의 뇌, 신경, 줄기 질환의 간질이나 발달 장애는 소아 신경과에서 취급한다.

## 역사
'신경과'은 'Neurology(뇌신경 등 장기로서의 신경과)'의 일본어 번역이다. 1902년에 '(구) 일본신경과회(Japanese Society of Neurology)'가 미우라 긴노스케와 쿠레 쇼조에 의해 창설되어 독일 의학의 영향을 받는 내과의나 정신과 의사들이 대부분 모집해, 1935년에 '일본신경정신학회 (Japanese Society of Psychiatry and Neurology)'에 개칭된다. 1960년에 '(신) 일본신경과회 (Japanese Society of Neurology)'가 내과계 의사를 중심으로 설립되어 분리 독립하는 것도, 일본 신경정신학회의 명칭에 신경'및 'Neurology이 남아, 본방에서는 'Neurology (신경과)'를 씌우는 '정신병원'과 '신경 내과'의 2개의 진료과가 있다. 현재는 '정신과'와'신경 내과' 취급 영역은 나뉘고 있어 '신경과'은 주로 '신경 내과'로 취급한다.

## 증후
- 추체로 장해
- 뿔꼴외로장해
- 대뇌피질 장해
  - 실어증
  - 실인증
  - 치매
- 피질하 인지증
  - 실념
  -  : 실념(失念)은 상기에 시간이 걸리는 것. 상기할 수 없게 되는 기명력 저하와는 달리, 시간을 들이면 상기할 수 있다.
- 소뇌 증상
  - 실조증 (기도진전, 지스메트리, 변환 운동장해, 협조 운동장해)
- 뇌신경 증상
- 의식 장해
- 지체성 의식 장해
- 뇌사
- 뇌부종
- 뇌압항진증
- 뇌헤르니아
- 수막 자극 증상
- 운동 마비
- 감각 마비
- 불수의 운동
- 줄기 위축
- 줄기 경직
- 배뇨 장해

## 뇌혈관장해
- 일과성 뇌허혈발작 (TIA)
- 뇌졸중
  - 뇌경색
  - 뇌출혈
  - 거미막시모이데피
- 뇌동정맥기형
- 뇌동맥류
- 뭉게뭉게 병

## 치매성질환
- 알츠하이머 병
- 픽병
- 뇌혈관성 치매

## 변성질환
신경 변성 질환이라고도 한다.
- 척수 소뇌 변성증
- 헌팅턴병
- 파킨슨병
- 대뇌피질 기저핵변성증
- 진행성핵상성 마비
- 다계통 위축증 (MSA)
  - 샤이 드레이가 증후군
  - 선체흑질변성증
  - 올리브다리 소뇌 위축증 (OPCA)

## 탈골수성질환
- 다발성 경화증
- Davic병
- 이염성 백질 디스트로피

## 운동 뉴런 질환
- 근위축성 측색 경화증 (ALS)
- 척수성근위축증 (SMA)
  - Werdnig-Hoffmann병
  - Kugelberg-Welander병
- Kennedy-Alter-Sung 증후군

## 말초신경장해
- 길랭-바레 증후군
- 만성 염증성탈 골수성 다발 뉴로파치 (CIDP)
- 샤르코 마리 투스 질환
- 주기성 사지마비
- 당뇨병 성 신경장애
- 단신경염
- 다발신경염
- 근질근질 다리 증후군
- 대상포진 후 신경통

## 감염성질환
- 수막염
  - 세균성 수막염
  - 바이러스성 수막염
  - 진균류성 수막염
  - 결핵성 수막염
  - 암성 수막염
- 수막증
- 아급성 경화 쇼우젠 뇌염 (SSPE)
- 진행성다소성 백질뇌증 (PML)
- 크로이츠펠트 야콥병 (CJD. 우해면상뇌증 (BSE)의 유사 질환)
- 게르스트만-슈트로이슬러-샤인커병 (GSS)
- 치명적 가족성 불면증 (FFI)
- 일본 뇌염
- 인플루엔자뇌증
- 단순 포진 뇌염
  - 증상
    - 발열이나 두통으로 시작된다.

  - 검사
    - 뇌척수액 검사
    -  : 뇌척수액의, 세포수는 상승해, 단백은 상승해, 당은 불변.
    - 뇌파
    -  : 뇌파에서는, 심전도와 같은 각부위로 동기 한 주기성이 있는 파 형을 볼 수 있는 것이 있다. 각부위로 동기한 주기성이 있는 파 형을 주기성 동기성 방전이라고 말한다.

  - 치료
  -  : 치료는 항포진약의 아시크로빌등이 이용된다.

## 줄기질환
- 근디스트로피
  - 진행성근디스트로피
    - Duchanne형(중증형) 진행성근디스트로피
    - Becker형(경증형) 진행성근디스트로피
    - 후쿠야마형 진행성근디스트로피
    - LG형 진행성근디스트로피

  - 줄기 경직성 디스트로피
- 미토콘드리아뇌근증
- 다발근염·피부 근육 염증

## 신경·줄기접합부질환
- 중증근무력증 (MG)
- Lambert-Eaton 증후군 (LES)

## 기능성질환
- 간질
  - 전반이라고 나
    - 특발성(원자력 발전성) 전반 발작
      - 경직·방세 발작(대발작)
      - 결신발작(소발작)
      - 미오크로누스 발작

    - 연발 쇼우젠반발작
      - West 증후군
      - Lennox-Gastaut 증후군

  - 부분이라고 나
    - 단순 부분 발작
      - 초점 발작
      - 자율 신경 발작

    - 복잡 부분 발작
      - 정신 운동 발작
- 경련
- 두통
  - 편두통
  - 긴장형 두통
  - 빈발 두통
- 기면증
- 만성 피로 증후군

## 같이 보기
- 신경과
- 뇌과학
- 신경 해부학
- 감성 제어 기술
- 1리터의 눈물